# Communauté de communes des Vallées d’Aigueblanche
Die Communauté de communes des Vallées d’Aigueblanche ist ein französischer Gemeindeverband mit Rechtsform einer Communauté de communes im Département Savoie, dessen Verwaltungssitz sich in der Gemeinde Grand-Aigueblanche befindet. Der Gemeindeverband besteht aktuell aus drei Gemeinden auf einer Fläche von 183,8 km2. Sein Gebiet umfasst einen Abschnitt der unteren Tarentaise zwischen Albertville und Moûtiers sowie einige Gebiete in der Südflanke des Isère-Tals. Zu diesem Teil gehört das Skigebiet Valmorel. Präsident des Gemeindeverbandes ist André Pointet.

## Historische Entwicklung
Die interkommunale Zusammenarbeit im Bereich von Aigueblanche geht auf eine 1974 zwischen La Léchère und Aigueblanche geschlossene Kooperation zurück, den district du bassin d’Aigueblanche, der mit dem Zweck gegründet worden war, auf dem gemeinsamen Gebiet den heutigen Wintersportort Valmorel zu erschließen. Mit der Abtrennung der Gemeinde Les Avanchers-Valmorel von Aigueblanche 1987 umfasste der district drei Gemeinden. Gleichzeitig förderte der Verband die Thermaleinrichtungen in La Léchère. Nach der Transformation in eine Communauté de communes Anfang 2002 stießen zum Jahresbeginn 2009 die Gemeinde Saint-Oyen und zum Jahresbeginn 2011 die Gemeinden Bonneval, Le Bois und Feissons-sur-Isère als Mitglieder hinzu.
Mit Wirkung vom 1. Januar 2019 gingen die ehemaligen Gemeinden Aigueblanche, Le Bois und Saint-Oyen in die Commune nouvelle Grand-Aigueblanche und die ehemaligen Gemeinden La Léchère, Bonneval und Feissons-sur-Isère gingen in die Commune nouvelle La Léchère auf. Dadurch verringerte sich die Anzahl der Mitgliedsgemeinden auf drei. Der Verwaltungssitz ging an die Commune nouvelle über.

## Aufgaben
Zu den vorgeschriebenen Kompetenzen gehören die Entwicklung und Förderung wirtschaftlicher Aktivitäten und des Tourismus sowie die Raumplanung auf Basis eines Schéma de Cohérence Territoriale. Der Gemeindeverband betreibt die Rettungsdienste, die Wasserversorgung, Abwasserentsorgung sowie die Müllabfuhr und -entsorgung. Zusätzlich fördert der Verband Kultur- und Sportveranstaltungen.

## Mitgliedsgemeinden
Folgende Gemeinden gehören der Communauté de communes des Vallées d’Aigueblanche an:
| Gemeinde                                          | Einwohner 1. Januar 2022 | Fläche km² | Dichte Einw./km² | Code INSEE | Postleitzahl |
| ------------------------------------------------- | ------------------------ | ---------- | ---------------- | ---------- | ------------ |
| Grand-Aigueblanche                                | 3.794                    | 27,33      | 139              | 73003      | 73260        |
| La Léchère                                        | 2.536                    | 134,54     | 19               | 73187      | 73260        |
| Les Avanchers-Valmorel                            | 739                      | 21,93      | 34               | 73024      | 73260        |
| Communauté de communes des Vallées d’Aigueblanche | 7.069                    | 183,80     | 38               | –          | –            |